# Morten Kyndrup
Morten Kyndrup (født 7. november 1952) er professor i æstetik og kultur ved Institut for Æstetiske Fag, Aarhus Universitet og dr. phil. Medlem af Ny Carlsbergfondets bestyrelse. 
Prof. Kyndrup er pt. direktør for AIAS.

## Udgivelser
- Den æstetiske relation. Sanseoplevelsen mellem kunst, videnskab og filosofi. (København: Gyldendal 2008)
- Riften og sløret. Essays over kunstens betingelser (Århus: Aarhus Universitetsforlag, 1998).
- Framing and Fiction. Studies in the Rhetoric of Novel, Interpretation, and History. A Composition. (Århus: Aarhus University Press 1992) [doktordisputats].
- Det Postmoderne – om betydningens forandring i kunst, litteratur, samfund (København: Gyldendal, 1986).

| filosofi | Spire Denne filosofiartikel er en spire som bør udbygges. Du er velkommen til at hjælpe Wikipedia ved at udvide den. |